# Wilfried Hagebölling

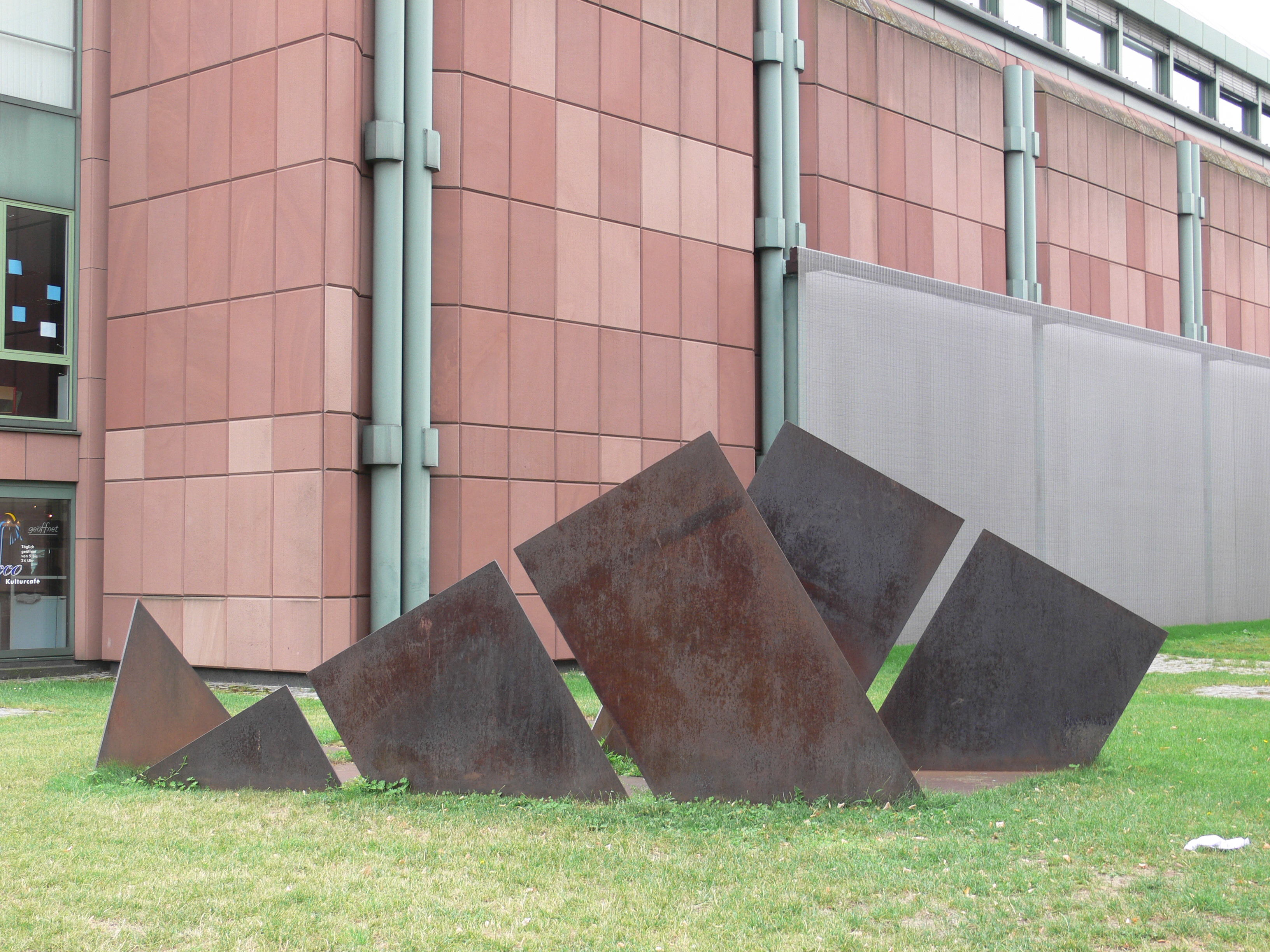
Bodenstück (1980), Skulpturengarten der Kunsthalle Mannheim

Wilfried Hagebölling (* 9. Juni 1941 in Berlin) ist ein deutscher Bildhauer und Zeichner, der insbesondere für seine konstruktiven, begehbaren Stahlarbeiten bekannt ist.

## Leben
Hagebölling studierte von 1963 bis 1967 an der Akademie der Bildenden Künste München bei Robert Jacobsen.
Er nahm an den internationalen Bildhauersymposien der Städte Soest (1973) und Homburg-Saar (1974) teil.
Von 1977 bis 1986 hatte er einen Lehrauftrag an der Universität Paderborn, Fachbereich Architektur/Landespflege, inne. Am Rande der Senne bei Paderborn eröffnete er 2002 einen eigenen Skulpturengarten, der im Sommer an jedem ersten Sonntag im Monat der Öffentlichkeit zugänglich ist. Nicht zuletzt für gelebte Werte wie Solidarität und Zivilcourage wurde Hagebölling am 7. Dezember 2012 der Verdienstorden des Landes Nordrhein-Westfalen verliehen.
Hagebölling lebt und arbeitet in Paderborn. Er ist Mitglied im Deutschen Künstlerbund.

## Werk

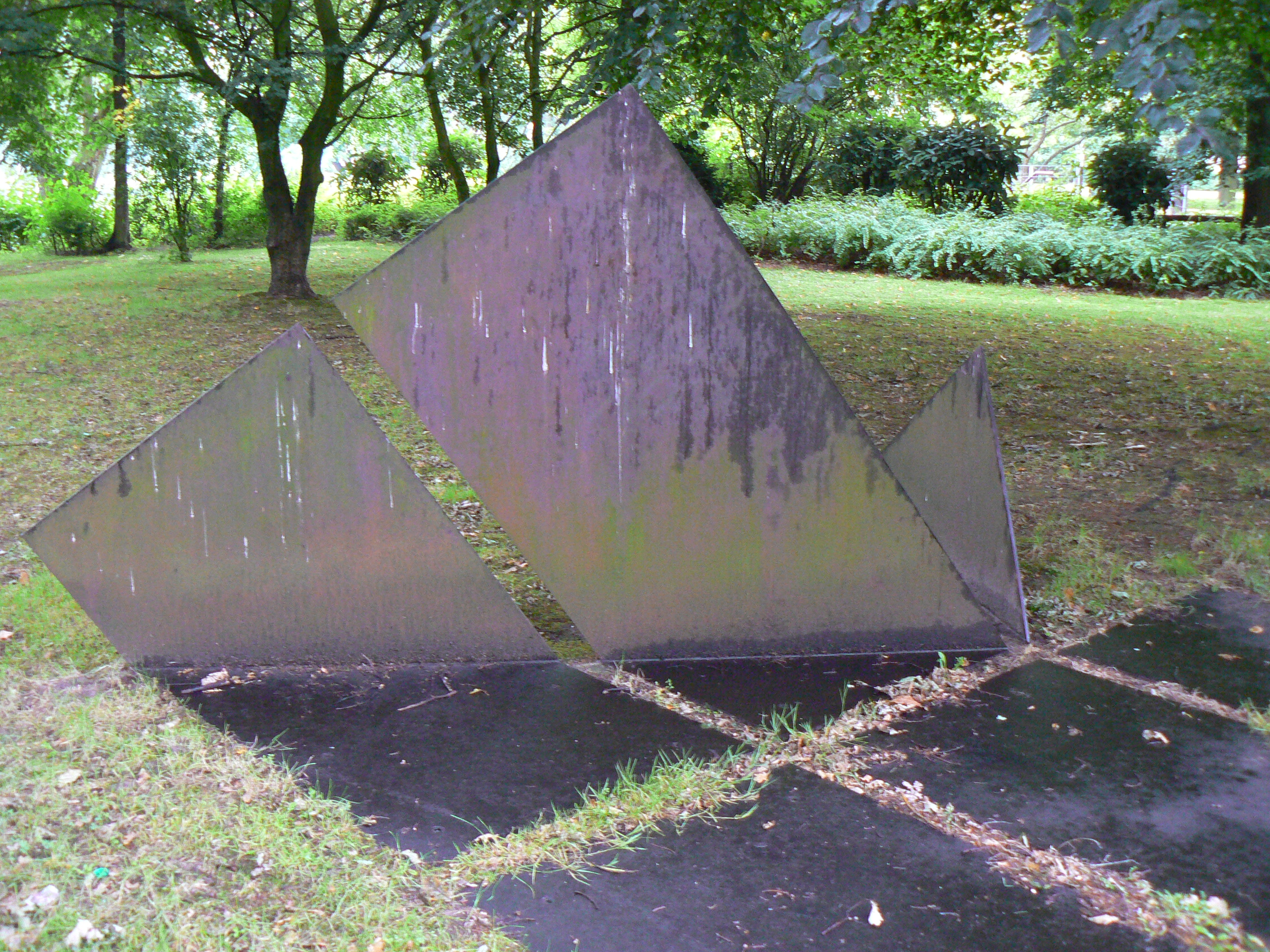
Raumpflug (1983/84), Skulpturenmuseum Glaskasten Marl

Hageböllings frühes Interesse an der Architektur, insbesondere an dem Zusammenspiel von Architektur und Skulptur, wird an etlichen architekturbezogenen Arbeiten deutlich wie etwa der Gestaltung einer Betonwand an der Realschule in Sundern (1968/69) oder der Gestaltung einer 25 × 25 m messenden Lichtdecke aus Beton im Neubau der Sparkasse zu Arnsberg (1973/74).
Ein wiederkehrendes Thema in Hageböllings plastischem Werk ist die Brechung des rechten Winkels. Da sind zunächst einmal räumliche Gebilde, zusammengesetzt aus Vierkantstählen, Bögen, Winkeln, Rahmen und verschiedensten Flächenformen, um ein Gleichgewicht der Gesamtkomposition ringend. Anfang der 1980er Jahre werden die Formen reduzierter, flächiger und auch größer. Bei den „Bodenstücken“ und „Raumschneisen“ durchschneiden die im rechten Winkel hochgebogenen Teile mehrerer Stahlplatten scharf den Raum, während sie gleichzeitig im Boden verwachsen zu sein scheinen.
Ab Mitte der 1980er Jahre entstehen architektonische Skulpturen, begehbare „Stollen“, „Passagen“ und „Kreuzgänge“ aus Stahl, die Blicke versperren, Zugang beschränken, Fluchten definieren und Bewegung kanalisieren. Bundesweite Aufmerksamkeit erregte sein „Keil-Stück“ (1987), eine vier Meter hohe Skulptur aus rund 20 Tonnen Stahl, ein Auftrag der Stadt Minden für den Martinikirchhof. Später wollte die Stadt das Kunstwerk wieder entfernen lassen – nicht zuletzt aufgrund von Unmut über das sperrige Stück in Kreisen der Bevölkerung. Das Landgericht Bielefeld gab in einem ersten Urteil im Jahr 2001 das Kunstwerk zur Verschrottung frei. Das später angerufene Oberlandgericht Hamm hob diese Entscheidung jedoch in einer Berufung auf: Ohne Einwilligung des Künstlers dürfe das Kunstwerk an keinem anderen Ort aufgestellt oder eingelagert werden, da dies das Kunstwerk beeinträchtige oder entstelle. Das richtungweisende Urteil stärkte in Auseinandersetzungen um Kunst im öffentlichen Raum das Urheberrecht des Künstlers gegenüber dem Eigentumsrecht.

In den 1990er Jahren wandte sich Hagebölling verstärkt der Zeichnung zu. Ein größeres Konvolut von Zeichnungen des Künstlers befindet sich im Besitz der Städtischen Galerie am Abdinghof, Paderborn. Zudem entstanden politische Arbeiten wie z. B. Abu-Ghureib (2003/2004), eine Intervention im öffentlichen Raum als Protest gegen entwürdigende Behandlung von Menschen und gegen Folter. Abu-Ghureib nahm Bezug auf Folter an irakischen Insassen des Abu-Ghuraib-Gefängnisses durch US-amerikanisches Wachpersonal, die weltweit Aufsehen erregte. Am 30. Oktober 2004 stellte Hagebölling einen Käfig mit den Maßen 312 × 132 × 235 cm auf dem Gelände des ehemaligen Jesuitenkollegs am Kamp – heute Schulhof des Gymnasiums Theodorianum – im Zentrum von Paderborn auf. Ein Hinweisschild gab an: 

„Abu-Ghureib 2003/2004 – Friedrich von Spee 1631/1632
 Die Ad-hoc-Intervention im öffentlichen Raum ist ein Protest gegen Folter. Die Arbeit präsentiert eine Isolierzelle, wie sie U.S. Truppen für Abu-Ghureib-Häftlinge in Bagdad benutzen – eins zu eins – am Entstehungsort der 'cautio criminalis' (1631/1632) des Friedrich von Spee, auf dem Gelände des ehemaligen Jesuitenkollegs.“

Flugblätter in Geschäften und Kirchen sowie eine Pressemitteilung informierten die Bevölkerung.
Dies setzte eine öffentliche Diskussion in Gang, in dessen Verlauf Hagebölling vom Bürgermeister, von der Schulleiterin und vom Schuldezernenten aufgefordert wurde, die Arbeit zu entfernen. Um die Entfernung der Arbeit zu verzögern, verbrachte Hagebölling auch selbst eine Nacht im Käfig. Später wurde der Käfig – aus Sicherheitsgründen – großräumig mit Absperrgittern abgeriegelt und schließlich, in Einvernehmen mit der Stadt, auf den Gehweg (öffentlicher Raum) umgesetzt. Am 29. November holte Hagebölling die Arbeit wieder ab. Der Ort, den Hagebölling für diese Intervention auswählte, erinnert an den Friedrich Spee, der an diesem Jesuitenkolleg von 1623 bis 1626 sowie von 1629 bis 1631 lehrte. In seinem Buch Cautio Criminalis oder Rechtliche Bedenken wegen der Hexenprozesse, das 1631 anonym erschien, verurteilte er engagiert Folter und erzwungene Geständnisse. Dieses Buch trug erheblich zur Abschaffung der Folter in Deutschland bei.

## Ausstellungen

### Einzelausstellungen und Projekte (Auswahl)
- 1975 Skulpturen in der Stadt, Soest

Städtische Galerie Paderborn (Fritz Winter – Gemälde, Wilfried Hagebölling – Skulpturen)
- 1980 Skulpturen in der Stadt, Soest
- 1981 Lippisches Landesmuseum und Stadtgebiet, Detmold

Galerie Monika Hoffmann, Paderborn
- 1983 Palais des Congrès et de la Culture, Le Mans

Galerie Monika Hoffmann, Paderborn
- 1985 Galerie Monika Hoffmann, Paderborn

Kunstpavillon Soest
- 1986 Städtische Kunsthalle Mannheim

Museum für Kunst und Kulturgeschichte, Lübeck
Museum Bochum
- 1988 Kunstverein Minden

Skulptur-Projekt Langenfeld/Rheinland
Projekt Kunsthalle Bielefeld
Galerie Monika Hoffmann, Paderborn
- 1989 Skulptur im Colombipark, Kunstverein Freiburg

Museum Abtei Liesborn
Städtisches Museum Gelsenkirchen
- 1991 Städtische Galerie Paderborn

Galerie Monika Hoffmann, Paderborn
- 1993 Emschertal-Museum, Herne

Museum Ostwall Dortmund
Stadtmuseum Beckum
Daniel-Pöppelmann-Haus, Herford
Stadtmuseum Oldenburg
- 1996 Galerie Monika Hoffmann, Paderborn
- 1998/99 Museum Folkwang Essen
- 1999 Siegerlandmuseum, Siegen
- 2001 Städtische Galerie Paderborn

Galerie Monika Hoffmann, Paderborn
- 2002 Kunsthalle Mannheim
- 2003 Städtische Kunstsammlungen Augsburg (Zeichnungen)

Galerie Monika Hoffmann, Paderborn
- 2006 Galerie Monika Hoffmann, Paderborn
- 2008 Stadtmuseum Oldenburg
- 2011 Hagebölling Hier. Skulpturen + Zeichnungen. Städtische Galerie Am Abdinghof, Paderborn[6]
- 2012 Galerie Monika Hoffmann, Paderborn
- 2013 Lippische Gesellschaft für Kunst, Detmold
- 2018 Wilfried Hagebölling: Skulpturen und Zeichnungen. Museum Wilhelm Morgner der Stadt Soest, 1. Juli bis 23. September[7][8]

### Ausstellungsbeteiligungen (Auswahl)
- 1974 Salon de la Jeune Sculpture, Paris
- 1975 Salon de la Jeune Sculpture, Paris

Salon Contra Diction, American Center, Paris
Salon Grands et Jeunes d'Aujourd'hui, Paris
- 1976 Salon de la Jeune Sculpture, Paris
- 1982 „Bildhauer in Deutschland 1962/82“, Nordjyllands Kunstmuseum, Aalborg (Bergen, Stavanger, München)

„96 Künstler aus Westfalen“, Westfälisches Landesmuseum, Münster
- 1983 „2. Triennale Kleinplastik“, Fellbach

„dreidimensional – aktuelle Kunst aus der BRD“ (Stationen: Kunsthalle Mannheim; 1984 Wilhelm-Lehmbruck-Museum, Duisburg; National-Museum of Modern Art, Tokio; Museum Seoul, 1984/85 Metropolitan Museum, Manila; 1985 National Museum, Singapur)
- 1986 „Nur Rost…?“, Skulpturenmuseum Glaskasten, Marl

„Annäherungen“, Verein für aktuelle Kunst/ Ruhrgebiet, Oberhausen
- 1987 „Steel sculpture“ (Stationen: Krefeld; 19. Biennale für Skulptur, Stadtpark Antwerpen; 1987/88 Wantijpark, Dordrecht; 1988 Yorkshire Sculpture Park, Wakefield; 1988/89 Kunsthalle Bremen)
- 1989 „4. Triennale Fellbach: Kleinplastik“, Fellbach

„Schwerpunkte: Skulptur und Papier“, Städtische Kunsthalle Mannheim
- 1990 „Bis jetzt. Von der Vergangenheit zur Gegenwart. Skulptur im Außenraum der BRD“, Georgengarten, Hannover-Herrenhausen
- 1991 „Übersicht. Kunst in NRW“, Städtische Galerie Lüdenscheid u. a.

„Steine und Orte“, Museum Morsbroich Leverkusen
„Nationale der Zeichnung“, Nürnberg
- 1993 „Sammlung Morsbroich. Die Skulpturen“, Museum Morsbroich Leverkusen

„Stahlplastik in Deutschland 1993“, Staatliche Galerie Moritzburg, Halle/Saale
- 1993/94 „Die Neuerwerbungen der Kunsthalle Bremen 1985–1993“, Kunsthalle Bremen
- 1994 „Stahlskulptur“, Wittmund (im Stadtgebiet)
- 1995 „Übersicht 2. Kunst in NRW“, Städtische Galerie Haus Seel, Siegen u. a.
- 1997 „STAD(t)T-Art. Kunst in 56 homöopathischen Dosen“, Heiligenhaus

„Zeichnungen von Bildhauern. Wilfried Hagebölling, Ansgar Nierhoff, Heinz Günther Prager“, Galerie Monika Hoffmann, Paderborn
- 1999 „Hier und Jetzt“, Gustav-Lübcke-Museum, Hamm
- 2000 „Plastische Graphik“, Kunsthalle Mannheim
- 2009–2011 „colossal“. Kunstprojekt zum Thema 2000 Jahre Varusschlacht, gestaltet von Jan Hoet. Landschaftsverband Osnabrücker Land in Kooperation mit Museum und Park Kalkriese[9]
- 2009 „Von Liebermann bis Immendorf – Zeichnungen und Druckgrafiken aus eigenem Bestand“, Städtische Galerie Am Abdinghof, Paderborn

„From Dürer to Kiefer: Five centuries of graphic arts“, Kunsthalle Rotterdam
- 2014 „Stahlplastik in Deutschland – gestern und heute“, Museum Ettlingen

### Arbeiten in öffentlichen Sammlungen und im öffentlichen Raum
- Kunst aus NRW, Kornelimünster, Aachen
- Stadtmuseum Beckum
- Kunstsammlung des Deutschen Bundestages, Berlin
- Kunsthalle Bielefeld
- Museum Bochum
- Kunstsammlung der Bundesrepublik Deutschland
- Kunsthalle Bremen
- Bezirksregierung, Detmold
- Lippisches Landesmuseum, Detmold
- Museum am Ostwall Dortmund
- Kultusministerium Nordrhein-Westfalen, Düsseldorf
- Wilhelm-Lehmbruck-Museum, Duisburg
- Museum Folkwang, Essen
- Städtisches Museum Gelsenkirchen
- Gedenkstätte Alte Synagoge, Hamm
- Gustav-Lübcke-Museum, Hamm
- Daniel-Pöppelmann-Haus, Herford
- Emschertal-Museum, Herne
- Museum Schloß Corvey, Höxter
- Neue Galerie – Staatliche und Städtische Kunstsammlungen, Kassel
- Kunstsammlung Stadt Langenfeld
- Kunstsammlung Stadt Le Mans
- Skulpturenmuseum Remise, Lemgo
- Museum Morsbroich Leverkusen
- Wilhelm-Hack-Museum, Ludwigshafen
- Museum für Kunst und Kulturgeschichte der Hansestadt Lübeck
- Landesmuseum Mainz
- Städtische Kunsthalle Mannheim
- Skulpturenmuseum Glaskasten, Marl
- Mindener Museum
- Städtisches Museum Mülheim
- Westfälisches Landesmuseum, Münster
- Stadtmuseum Oldenburg[10]
- Erzbischöfliches Diözesanmuseum, Paderborn
- Städtische Galerie, Paderborn
- Städtisches Kunstmuseum Spendhaus, Reutlingen
- Saarland-Museum, Saarbrücken
- Siegerland-Museum, Siegen
- Kunstsammlung Stadt Soest
- Institut für Auslandsbeziehungen, Stuttgart
- Ulmer Museum, Ulm
- Museum Abtei Liesborn, Wadersloh
- Kunstsammlung Stadt Werl